# SD7型柴油机车
SD7型柴油机车是美国通用汽车易安迪公司（GM-EMD）在1950年代初推出的一款柴油机车，也是易安迪公司的第一代“SD”系列六轴干线调车机车，主要竞争对象是美国机车公司的RSC-3、RSD-5型柴油机车。
第二次世界大战结束之后，柴油机车维修费用低、乘务人员少、运用寿命长、燃料经济性好的优点，在列车重量大而行车密度小的美国铁路充分显示出来，加上当时正值美国铁路近半数蒸汽机车车龄已逾三十年而需要更换，促使美国铁路全面展开内燃化改革。与此同时，既可以用于干线货运又可以执行调车任务的干线调车机车在北美洲应运而生，典型例子就是美国机车公司推出的RS系列电传动柴油机车。1949年，易安迪公司成功研制了新一代的GP7型柴油机车，推出市场后普遍受到各大铁路公司的欢迎，这也是第一款GP系列四轴干线调车机车（“GP”是“General Purpose”的缩写，意为“通用”）。
在GP7型柴油机车推出市场的三年之后，易安迪公司针对一些铁路公司的需要，在1952年推出了六轴版本的SD7型柴油机车（“SD”是“Special Duty”的缩写，意为“特种用途”）。这款机车的动力装置和GP7型柴油机车一模一样，但由于采用了Co-Co轴式，比前者增加了额外两根动轴，使机车具有较好的粘着利用率，并且能发挥更大的牵引力，对于牵引重载货物列车通过大坡道更为有利。此外，平均轴重亦因为动轴增加而有所减轻，使之更适合轴重限制较低及桥梁承载力有限的的支线铁路。
然而，SD7型柴油机车并没有取得很成功的销售数字，当时大多数的铁路公司仍然更青睐费用较低的四轴机车。1952年2月至1953年11月间，易安迪共制造了188台SD7型柴油机车，主要用户包括南太平洋铁路、芝加哥、伯靈頓和昆西鐵路、密尔沃基铁路、大北方铁路、联合太平洋铁路、沃思堡和丹佛铁路、科罗拉多和南方铁路、贝塞麦和伊利湖铁路等。SD7型柴油机车的后继产品是1954年推出的SD9型柴油机车。
SD7型柴油机车的总体布置与GP7型柴油机车相同，采用了底架承载结构、双侧外走廊的罩式车体，车体上部自前向后由电气室、司机室、动力室、冷却室四部分组成，其中电气室一端称为短罩端，动力室和冷却室一端称为长罩端。机车走行部则摒弃了以往的结构，易安迪为其开发了全新的“Flexicoil”转向架，二系悬挂采用扰度较大的螺旋圆弹簧，以改善机车的运行品质和线路适应性；同时设计上亦特别注意可接近性和可维护性，方便对中间轴牵引电动机进行检修。机车装用一台16气缸、1500马力的16-567B型二冲程柴油机；传动系统采用直—直流电传动，柴油机直接驱动一台D22型直流发电机，发出的直流电供给六台D47型直流牵引电动机。牵引电动机采用轴悬式驱动方式，牵引齿轮传动比为4.13（62：15）。